# سحبان (المخادر)

تعديل مصدري - تعديل

سحبان هي إحدى قرى عزلة جبل عقد بمديرية المخادر التابعة لمحافظة إب، بلغ تعداد سكانها 429 نسمة حسب تعداد اليمن لعام 2004.